# Andrej Pavlovič Kirilenko
Andrej Pavlovič Kirilenko (rusky Андрей Павлович Кириленко; 25. srpna jul. / 8. září greg. 1906 – 12. května 1990 Moskva) byl sovětský stranický činitel během studené války.
Narodil se v roce 1906 v dělnické rodině ve vesnici Alexejevka v Bělgorodské gubernii. Ve 20. letech 20. století pracoval pro těžařskou společnost ve Voroněžské oblasti. V roce 1929 se stal členem Komunistického svazu mládeže a od dva roky později i Komunistické strany. Postupně stoupal ve funkcích, až se po Chruščovově rezignaci stal hlavním pobočníkem Leonida Brežněva v Ústředním výboru. V roce 1962 se stal členem Politbyra, v roce 1966 také Sekretariátu. V roce 1982 převzal jeho funkce Andropov a Kirilenko byl odsunut na druhou kolej. Zemřel 12. května 1990 v Moskvě.